# Pepasmenoptera
Pepasmenoptera là một chi bướm đêm thuộc họ Geometridae.